# Ernst Storm
Ernst Storm (* 12. Januar 1894 in Tarnowitz (Oberschlesien); † 23. Mai 1980 in Wangen im Allgäu) war ein deutscher Hochschullehrer für Berg- und Volkswirtschaftslehre sowie Rektor der Technischen Hochschule zu Berlin (heute TU Berlin).

## Werdegang
Storm wurde als Sohn eines Klempnermeisters geboren. Ab 1908 war er in der schlesischen Montanindustrie beschäftigt. Er absolvierte ab 1921 ein Studium der Volkswirtschaft und wurde 1925 zum Dr. rer. pol. promoviert. Danach war er Assistent am Bergwirtschaftlichen Seminar der Universität Berlin. Nach seiner Habilitation für Volkswirtschaftslehre war er von 1930 bis März 1933 Privatdozent für Kohlenwirtschaft. 1932 wurde er Mitglied der NSDAP und der SA. Im November 1932 rief er öffentlich zur Wahl Adolf Hitlers auf. Später gehörte er der NSKK an, wo er bis zum Brigadeführer aufstieg.
Im April 1933 wurde Storm zum ordentlichen Professor für Berg- und Volkswirtschaftslehre an der TH Berlin ernannt. Er vertrat in der Fachabteilung für Bergbau die Lehrgebiete „Rechts-, Staats- und Wirtschaftswissenschaften“ sowie „Volkswirtschaftslehre und Sozialwissenschaften“, angesiedelt in der Fakultät IV für Stoffwirtschaft und ab 1934 in der Fakultät I für Allgemeine Wissenschaften, insbesondere für Mathematik, Naturwissenschaften und Wirtschaftswissenschaften.
Ab 1938 war Storm zusätzlich Mitglied der neu zu gründenden Wehrtechnischen Fakultät V an der Technischen Hochschule zu Berlin. Von 1934 war Storm für zehn Jahre Vorsteher des Bergwirtschaftlichen Instituts und von 1938 bis 1938 Dekan der Fakultät I für Allgemeine Wissenschaften, von 1937 bis November 1938 Prorektor (unter Rektor Achim von Arnim) und vom 4. November 1938 bis 1942 Rektor der Technischen Hochschule zu Berlin (mit Prorektor Oskar Niemczyk).
Storm verbot am 11. November 1938 auf Anordnung des Reichserziehungsministeriums den verbliebenen 20 jüdischen Studenten per Einschreiben das Betreten der Hochschule. Storm war als Rektor für Stellungnahmen zuständig, ob so genannte Mischlinge durch den „Reichserziehungsminister“ Bernhard Rust zum Studium zugelassen werden sollten. Formulierungen wie Merkmale der jüdischen Rasse sind am Antragsteller nicht erkennbar über wenn auch nicht in seinem Äußeren, so doch in seinem Auftreten zu erkennen bis zu sind deutlich erkennbar wurden von Storm unterschrieben.
Storms politische und akademische Karriere endete 1942, als ihm die frühere Ehe mit einer Jüdin und eine „nichtarische Abstammung“ vorgeworfen wurden. Wegen dieser Vorwürfe wurde er als Hochschullehrer beurlaubt und seines Amtes als Rektor enthoben. 1943 folgte der Ausschluss aus der NSDAP. Anschließend nahm er seinen Wohnsitz in Mittel-Schreiberhau.
Nach dem Ende des Zweiten Weltkrieges wurde er von dort vertrieben und lebte in Peine. 1947/48 wirkte er an der Volkshochschule Peine und war ab 1948 wissenschaftliche Hilfskraft an der TU Braunschweig. Storm wurde als "entlastet" entnazifiziert. Er trat in die CDU ein und saß für diese Partei 1948 im Peiner Kreistag. 1949 war er Kandidat der CDU für den Bundestag. Er gehörte der Landsmannschaft Schlesien an. 1950 siedelte er nach Wangen im Allgäu um. Ab 1956 lebte er dort im Ruhestand.

## Familie
Storm war mit der Schriftstellerin Ruth Storm (1905–1993) verheiratet, sein Sohn ist der Jurist Peter-Christoph Storm (* 1936).